# Ureterpvallaat
Ureterpvallaat is een straat in het oosten van Drachten en een voormalige buurtschap aan de vallaat in de Drachtster Compagnonsvaart.

## Geschiedenis
Voorheen lag Ureterpvallaat in de gemeente Opsterland, in de hamrik van Ureterp. Een deel ervan lag op de plek van het huidige knooppunt Drachten, het andere deel bestaat nog steeds. De naam komt ook voor als Ureterper Verlaat en Vallaat, en verwijst dan naar een sluis.
Door het afgraven van het veengebied voor de winning van turf in de omgeving van Ureterp, had men vaarten en wijken nodig om de turf met skûtsjes en pramen te vervoeren. Via deze dwarswijken werd de turf naar de grotere vaarten vervoerd zoals de Ureterpervaart, de Langewijk en de Drachtster Compagnonsvaart. Door het hoogteverschil in het landschap (Bakkeveen en Ureterp liggen hoger dan Drachten) waren er sluizen (vallaten) nodig. Doordat de schippers bij deze vallaten vaak lang moesten wachten voordat ze geschut konden worden en vervolgens hun weg konden vervolgen, kwamen mensen op het idee om bij de vallaten een handeltje op te zetten. Dat had weer tot gevolg dat men (de handelaren, winkeliers, schippers) er ging wonen en zo ontstonden kleine buurtschappen bij de meeste vallaten.
De eerste bewoners bij het Ureterpvallaat omstreeks 1660-1669 waren de turfmakers en andere lieden die in deze bedrijfstak werkzaam waren. Na de vervening werd de grond geschikt gemaakt voor onder andere landbouw. Hierdoor vestigden zich ook kleine boeren in deze omgeving. Omdat er in de buurtschap ook kinderen woonden, werd er een schooltje gebouwd dat maar zo'n 15 jaar heeft bestaan. Begin 20e eeuw vestigden zich meer bedrijven op het Ureterpvallaat. Er was een boekweitmaalderij, een eierhandel, winkeliers, bakkerijen, een boterfabriekje, een timmerwerkplaats en een café.

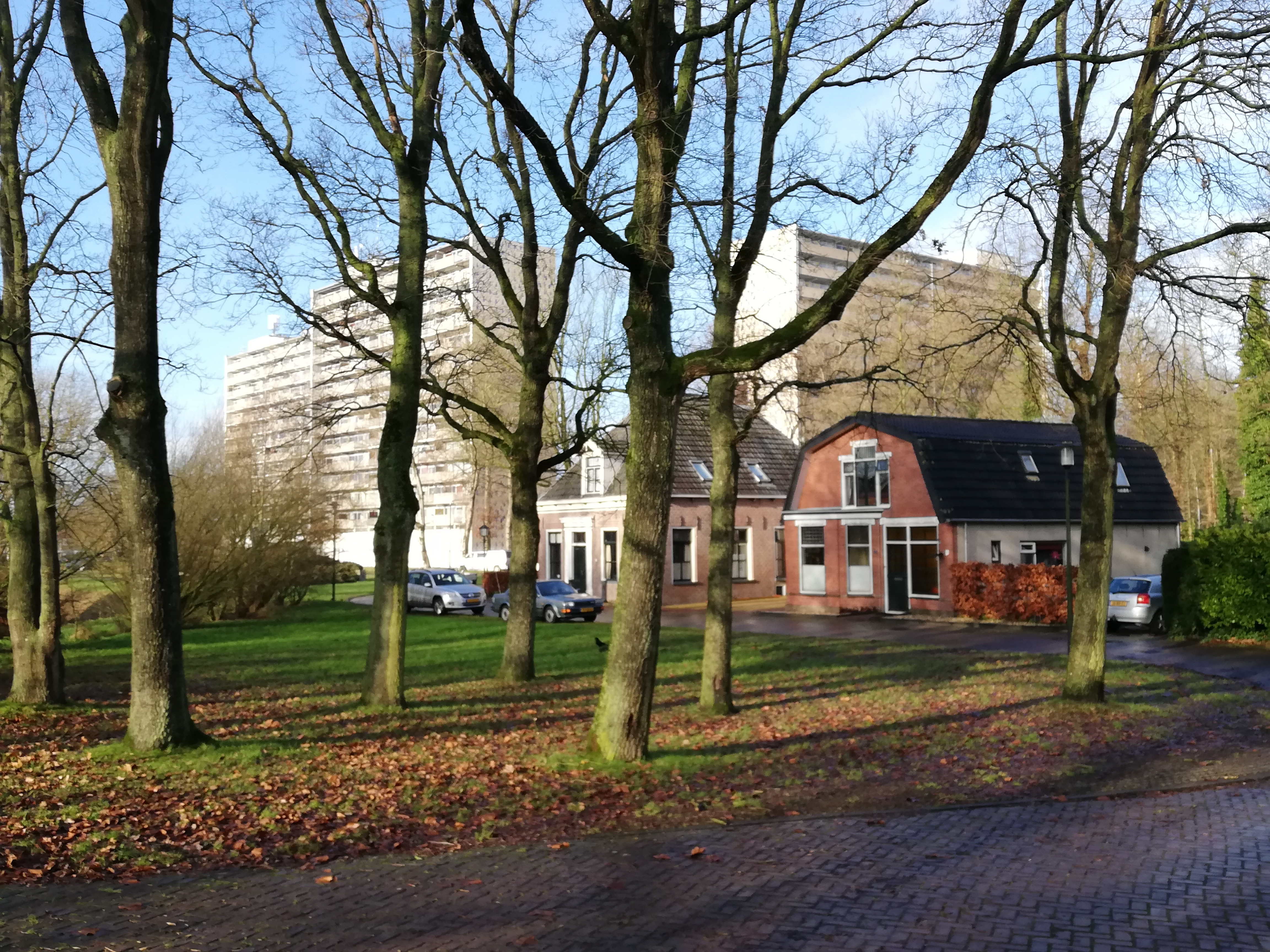
Ureterpvallaat met op de achtergrond de Tjaardaflats van Drachten uit 1970.

Meerdere woningen aan het Ureterpvallaat zijn opgenomen in de lijst van gemeentelijke monumenten in Smallingerland. De panden zijn van cultuurhistorische waarde en van stedenbouwkundig belang gezien de uitstraling, ligging en geschiedenis en de plaats binnen het ensemble. Van de rond 1965 verdwenen sluis en vaart resteren nu alleen nog de contouren en een aantal woningen. Ureterpvallaat ligt ingeklemd tussen de bebouwing van de stadsuitbreiding en de snelwegen ten zuidoosten van Drachten. De aanwijzing tot monument moest voorkomen dat ook dit deel van het Ureterpvallaat verloren zou gaan.